# Kanha Chea
Kanha Chea (ur. 7 września 2000) – kambodżańska zapaśniczka walcząca w stylu wolnym. Zajęła piąte miejsce na igrzyskach azjatyckich w 2022. Złota medalistka igrzysk Azji Południowo-Wschodniej w 2023 i brązowa 2021 i piąta w 2019. Wicemistrzyni Azji Południowo-Wschodniej w 2022; trzecia w 2023 i 2025 roku.